# Tropidolaemus philippensis
Espèce
Synonymes
- Trimeresurus philippensis Gray, 1842
- Trimeresurus hombroni Jacquinot & Guichenot, 1848

Tropidolaemus philippensis est une espèce de serpents de la famille des Viperidae. 

## Répartition
Cette espèce est endémique de l'île de Mindanao aux Philippines.

## Description
C'est un serpent venimeux.

## Étymologie
Son nom d'espèce, composé de philipp[ines] et du suffixe latin -ensis, « qui vit dans, qui habite », lui a été donné en référence au lieu de sa découverte.

## Publication originale
- Gray, 1842 : Synopsis of the species of Rattle snakes, or Family of Crotalidae. The Zoological Miscellany, vol. 2, p. 47-51 (texte intégral).